# Heterolepidoderma longicaudatum
Heterolepidoderma longicaudatum is een buikharige uit de familie Chaetonotidae. Het dier komt uit het geslacht Heterolepidoderma. Heterolepidoderma longicaudatum werd in 1979 voor het eerst wetenschappelijk beschreven door Kisielewski. 